# Podalonia moczari
Podalonia moczari är en biart som först beskrevs av Kazuhiko Tsuneki 1971.  Podalonia moczari ingår i släktet Podalonia och familjen grävsteklar. Inga underarter finns listade i Catalogue of Life.